# Elle Fictions
ELLE Fictions est une chaîne de télévision thématique québécoise qui présente des séries et des films et qui a été lancée le 26 août 2019.

## Histoire
En février 2019, V Média reconnaît que MusiquePlus est « une des marques média les plus connues au Québec, qui est ancrée dans l’inconscient collectif. Mais on a constaté que cet attachement relève de la nostalgie et ne s’inscrit plus dans la réalité d’aujourd’hui ». Le nouveau nom, ELLE Fictions, a été dévoilé en mai, à la suite d'une entente commerciale avec le groupe français Lagardère Active, alors propriétaire de la chaîne Elle Girl TV en France (fermée en juillet 2019).

## Identité visuelle (logo)

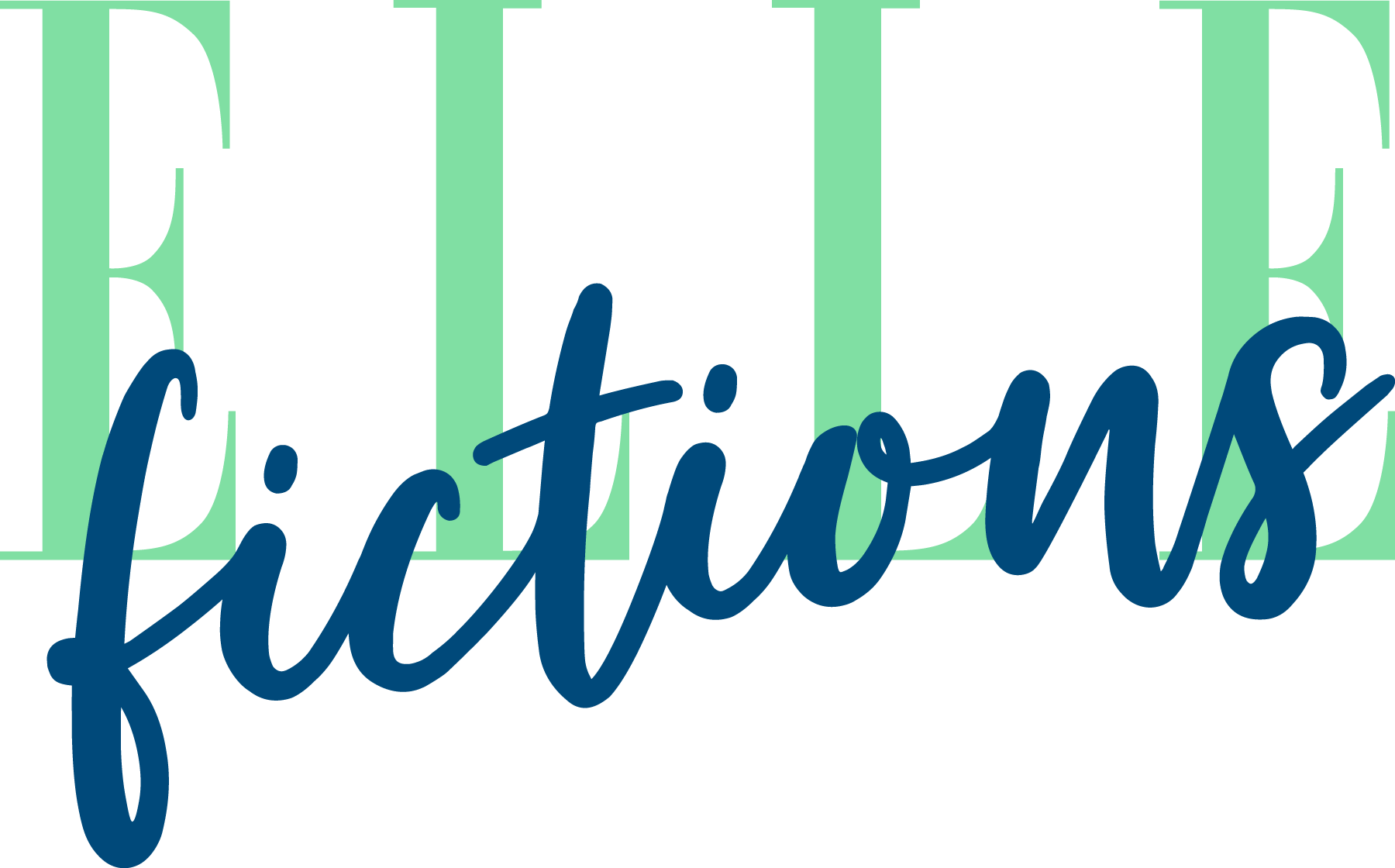
Logo depuis le 26 août 2019.

## Programmation

### Programmation originale
- Elle a dit oui (animé par Julie Ringuette)[4] (2021)
- C'est cool d’aimer Céline Dion[5] (documentaire, 2021)
- J'aime ton style (animé par Marie-Josée Gauvin)[6] (2023)

### Séries
- Dawson (Dawson's Creek)
- Beautés désespérées (Desperate Housewives)
- Gossip Girl
- Glee
- Gilmore Girls
- Dynastie (Dynasty)
- Les Juristes (For the People)
- Pasión prohibida
- Presque une famille (Almost Family)
- Les Contes d'Avonlea (Road to Avonlea)
- Katy Keene

### Films (studios)
- Hallmark Channel
- CBS Studios International
- Disney-ABC Television Group
- Warner Bros.
- Universal Studios
- Sony Pictures